# Ізворану
Ізворану (рум. Izvoranu) — село у повіті Бузеу в Румунії. Входить до складу комуни Тісеу.
Село розташоване на відстані 96 км на північний схід від Бухареста, 21 км на північний захід від Бузеу, 115 км на захід від Галаца, 89 км на південний схід від Брашова.

## Населення
За даними перепису населення 2002 року у селі проживали 188 осіб, усі — румуни. Усі жителі села рідною мовою назвали румунську.